# Шаффенхауэр, Билл
Билл Шаффенхауэр (англ. Bill Schuffenhauer; 24 июня 1974, Солт-Лейк-Сити, США) — американский бобслеист, выступающий за сборную США с 2000 года. Принимал участие в трёх Олимпиадах, наиболее успешными для него оказались игры в Солт-Лейк-Сити в 2002 году, где в состязаниях между четвёрками спортсмен выиграл серебряную медаль.

## Биография

### Ранние годы
Родился в 1974 году в городе Солт-Лейк-Сити и рос в неблагополучной семье у родителей-наркоманов, мать была проституткой и часто подвергалась насилию прямо на глазах у ребёнка. В детстве Биллу приходилось воровать, добывать еду на помойках, однажды даже его поймали во время ограбления велосипедного магазина. Все его друзья состояли в бандах, мальчик много пил и курил марихуану. Когда родителей выселили из дома, Шаффенхауэр жил на улице и ночевал в парках, пока однажды его забрала бабушка по материнской линии и приютила у себя дома в городе Рой. «Она учила меня всегда идти вперёд и никогда не сдаваться» — вспоминал впоследствии спортсмен.
Шаффенхауэр был хорошо сложен физически и по совету бабушки ещё в средней школе стал заниматься лёгкой атлетикой и американским футболом. Уже тогда он мечтал стать олимпийцем и уверенно шёл к своей цели. Позже стал склоняться к десятиборью, поступил в Государственный университет Уэбера, и, представляя университетскую команду, в 1992 году одержал победу на национальном первенстве.

### Участие в Олимпиадах
В 2000 году вместе с олимпийской сборной США Шаффенхауэр собирался ехать на Сидней, но буквально перед самым началом турнира получил серьёзную травму лодыжки и вынужден был отказаться от выступлений. Приблизительно в это же время один из его друзей рассказал, что в Парк-Сити идёт подготовка национальной команды по бобслею, и у него есть все шансы в неё попасть. Благодаря крепкому телосложению спортсмена сразу же взяли на роль разгоняющего, и он приступил к тренировкам вместе с остальными партнёрами по сборной.
Изначально не предполагалось, что Шаффенхауэр будет выступать на Солт-Лейк-Сити, но у одного из бобслеистов американского четырёхместного экипажа обнаружились в крови стероиды, поэтому вместо него тренерам пришлось задействовать молодого спортсмена. Та команда, пилотируемая Тоддом Хейзом, в состязаниях четвёрок заняла второе место, уступив золотой сборной Германии всего тридцать сотых секунды. В следующие два года спортсмен дважды становился призёром чемпионатов мира, в 2003 году выиграв серебро Лэйк-Плэсида и в 2004 году бронзу Кёнигзее.
В 2006 году Шаффенхауэр поехал на Турин, выступал в двойке со Стивеном Холкомбом, но по итогам заездов занял лишь четырнадцатое место. После этого он решил закончить карьеру профессионального спортсмена и стал заниматься семьёй: ещё с 2004 года он сожительствовал с девушкой, Рутэн Сэвэдж, а также растил двоих детей. Вскоре бобслеист почувствовал в себе новые силы и отправился квалифицироваться на Ванкувер, во время подготовки травмировал шею (две межпозвоночные грыжи), но хиропрактики и физиотерапевты при команде помогли ему вовремя восстановиться.
На квалификационных заездах в январе 2010 года его экипаж с тремя другими спортсменами занял шестое место, что позволило команде Шаффенхауэра принять участие на Олимпийских играх. «Моя мечта исполнилась. Я здесь. Это всё, что я хотел, — сказал он перед финальным заездом. — Приятно было бы получить медаль любого цвета». В итоге их четвёрка выступила не очень удачно, финишировав лишь тринадцатой.